# ترینه شای گرانده
ترینه شای گرانده (انگلیسی: Trine Skei Grande؛ زادهٔ ۲ اکتبر ۱۹۶۹) سیاست‌مدار اهل نروژ است.